# Opinionsundersökningar inför riksdagsvalet i Sverige 2026
Den här artikeln innehåller opinionsmätningar inför riksdagsvalet i Sverige 2026.
| Senaste undersökningar |        |
| --- | ------ |
| Utförare, publicerad, blockdifferens \| - Indikator, 26 juni 2025 \| 10,8 % \| \| - Demoskop, 19 juni 2025 \| 5,9 % \| \| - Ipsos, 18 juni 2025 \| 8 % \| \| - Sentio, 18 juni 2025 \| 7,3 % \| \| - Novus, 18 juni 2025 \| 9,2 % \| \| - Verian, 11 juni 2025 \| 9,3 % \| \| - SCB, 5 juni 2025 \| 12,8 % \| \| \| \| \| näst senast eller äldre än en månad \| \| \| - Indikator, 27 maj 2025 \| 11,6 % \| \| - Demoskop, 29 maj 2025 \| 9,9 % \| \| - Ipsos, 22 maj 2025 \| 5 % \| \| - Sentio, 21 maj 2025 \| 6,8 % \| \| - Novus, 21 maj 2025 \| 8,8 % \| \| - Verian, 8 maj 2025 \| 9,6 % \| \| \| \| \| - Valet, 11 september 2022 \| 0,7 % \| |        |
| - Indikator, 26 juni 2025 | 10,8 % |
| - Demoskop, 19 juni 2025 | 5,9 %  |
| - Ipsos, 18 juni 2025 | 8 %    |
| - Sentio, 18 juni 2025 | 7,3 %  |
| - Novus, 18 juni 2025 | 9,2 %  |
| - Verian, 11 juni 2025 | 9,3 %  |
| - SCB, 5 juni 2025 | 12,8 % |
| |        |
| näst senast eller äldre än en månad |        |
| - Indikator, 27 maj 2025 | 11,6 % |
| - Demoskop, 29 maj 2025 | 9,9 %  |
| - Ipsos, 22 maj 2025 | 5 %    |
| - Sentio, 21 maj 2025 | 6,8 %  |
| - Novus, 21 maj 2025 | 8,8 %  |
| - Verian, 8 maj 2025 | 9,6 %  |
| |        |
| - Valet, 11 september 2022 | 0,7 %  |

## Trend
Nedan visas utvecklingen av skillnaden mellan blocken. Siffrorna är från pollofpolls.se:s sammanvägningar av opinionsundersöking från Demoskop, Ipsos, Novus, SCB, Sifo, (YouGov/Skop före 2023), Inizio/Indikator och Sentio (ibland). Det är en webbsida som drivs av en statistikintresserad privatperson.
| Oppositionens ledning i % mellan 22-09 och 25-05 |
|                                                  |

## Sammanvägningar
Summamätningarna nedan utgår från
- Poll of polls: Ipsos, Novus, Sifo, Demoskop, Sentio (ibland), Indikator (sedan juni 2023) och SCB, 40 dagar bakåt och vägning[3]
- Svensk väljaropinion: Ipsos, Novus, Sifo. När mätningar skett över månadsskifte fördelas intervjuerna jämnt över intervjuperioden. [4]
- Mätningarnas mätning: Ipsos, Novus, Sifo, Demoskop och SCB. Vägning där nyare väger tyngre än äldre [5]

| Institut                     | Publicerad/ Period           | Riksdagspartier | Riksdagspartier | Riksdagspartier | Riksdagspartier | Riksdagspartier | Riksdagspartier | Riksdagspartier | Riksdagspartier | Andra  | V, S, MP, C | L, M, KD, SD | Diff   | Källa |        |        |       |       |
| Institut                     | Publicerad/ Period           | V               | S               | MP              | C               | L               | M               | KD              | SD              | Andra  | V, S, MP, C | L, M, KD, SD | Diff   | Källa |        |        |       |       |
| ---------------------------- | ---------------------------- | --------------- | --------------- | --------------- | --------------- | --------------- | --------------- | --------------- | --------------- | ------ | ----------- | ------------ | ------ | ----- | ------ | ------ | ----- | ----- |
| Institut                     | Publicerad/ Period           |                 |                 |                 |                 |                 |                 |                 |                 | Andra  | V, S, MP, C | L, M, KD, SD | Diff   | Källa |        |        |       |       |
| Institut                     | Publicerad/ Period           | Poll of polls   | 24 juni 2025    | 7,5 %           | 35,1 %          | 5,3 %           | 5,6 %           | 2,3 %           | 18,3 %          | 4,1 %  | 19,5 %      | 2,3 %        | Diff   | Källa | 53,5 % | 44,2 % | 9,3 % | [ 3 ] |
|                              |                              |                 |                 |                 |                 |                 |                 |                 |                 |        |             |              |        |       |        |        |       |       |
| Poll of polls                | 31 maj 2025                  | 7,5 %           | 35,0 %          | 5,5 %           | 5,6 %           | 2,5 %           | 18,4 %          | 3,7 %           | 19,5 %          | 2,1 %  | 53,6 %      | 44,1 %       | 9,5 %  | [ 3 ] |        |        |       |       |
|                              |                              |                 |                 |                 |                 |                 |                 |                 |                 |        |             |              |        |       |        |        |       |       |
| Poll of polls                | 30 april 2025                | 7,7 %           | 35,5 %          | 5,7 %           | 5,0 %           | 2,6 %           | 19,2 %          | 3,4 %           | 19,2 %          | 1,7 %  | 53,9 %      | 44,4 %       | 9,3 %  | [ 3 ] |        |        |       |       |
|                              |                              |                 |                 |                 |                 |                 |                 |                 |                 |        |             |              |        |       |        |        |       |       |
| Poll of polls                | 31 mars 2025                 | 8,0 %           | 35,4 %          | 5,6 %           | 4,3 %           | 2,7 %           | 19,8 %          | 3,4 %           | 19,1 %          | 1,7 %  | 53,3 %      | 45,0 %       | 8,3 %  | [ 3 ] |        |        |       |       |
|                              |                              |                 |                 |                 |                 |                 |                 |                 |                 |        |             |              |        |       |        |        |       |       |
| Poll of polls                | 28 februari 2025             | 7,8 %           | 34,9 %          | 5,7 %           | 4,3 %           | 2,9 %           | 19,4 %          | 3,4 %           | 19,8 %          | 1,8 %  | 52,7 %      | 45,5 %       | 7,2 %  | [ 3 ] |        |        |       |       |
|                              |                              |                 |                 |                 |                 |                 |                 |                 |                 |        |             |              |        |       |        |        |       |       |
| Poll of polls                | 31 januari 2025              | 7,7 %           | 34,5 %          | 5,9 %           | 4,6 %           | 2,9 %           | 19,3 %          | 3,3 %           | 20,2 %          | 1,6 %  | 52,7 %      | 45,7 %       | 7,0 %  | [ 3 ] |        |        |       |       |
|                              |                              |                 |                 |                 |                 |                 |                 |                 |                 |        |             |              |        |       |        |        |       |       |
| Poll of polls                | 31 december 2024             | 7,6 %           | 33,8 %          | 6,0 %           | 4,9 %           | 3,1 %           | 19,2 %          | 3,3 %           | 20,5 %          | 1,6 %  | 52,3 %      | 46,1 %       | 6,2 %  | [ 3 ] |        |        |       |       |
|                              |                              |                 |                 |                 |                 |                 |                 |                 |                 |        |             |              |        |       |        |        |       |       |
| Poll of polls                | 30 november 2024             | 7,7 %           | 33,4 %          | 6,0 %           | 4,9 %           | 3,3 %           | 19,4 %          | 3,4 %           | 20,3 %          | 1,6 %  | 52,0 %      | 46,4 %       | 5,6 %  | [ 3 ] |        |        |       |       |
|                              |                              |                 |                 |                 |                 |                 |                 |                 |                 |        |             |              |        |       |        |        |       |       |
| Poll of polls                | 31 oktober 2024              | 7,8 %           | 33,4 %          | 6,1 %           | 4,8 %           | 3,4 %           | 19,5 %          | 3,6 %           | 19,9 %          | 2,5 %  | 52,1 %      | 45,4 %       | 6,7 %  | [ 3 ] |        |        |       |       |
|                              |                              |                 |                 |                 |                 |                 |                 |                 |                 |        |             |              |        |       |        |        |       |       |
| Poll of polls                | 30 september 2024            | 8,0 %           | 32,9 %          | 6,3 %           | 4,8 %           | 3,4 %           | 19,3 %          | 3,7 %           | 19,7 %          | 1,9 %  | 52,0 %      | 46,1 %       | 5,9 %  | [ 3 ] |        |        |       |       |
|                              |                              |                 |                 |                 |                 |                 |                 |                 |                 |        |             |              |        |       |        |        |       |       |
| Poll of polls                | 31 augusti 2024              | 8,4 %           | 33,1 %          | 6,3 %           | 4,9 %           | 3,4 %           | 19,7 %          | 3,5 %           | 19,3 %          | 1,4 %  | 52,7 %      | 45,9 %       | 6,8 %  | [ 3 ] |        |        |       |       |
|                              |                              |                 |                 |                 |                 |                 |                 |                 |                 |        |             |              |        |       |        |        |       |       |
| Poll of polls                | 31 juli 2024                 | 8,9 %           | 32,6 %          | 6,6 %           | 5,1 %           | 3,4 %           | 19,6 %          | 3,5 %           | 19,1 %          | 1,1 %  | 53,2 %      | 45,7 %       | 7,5 %  | [ 3 ] |        |        |       |       |
|                              |                              |                 |                 |                 |                 |                 |                 |                 |                 |        |             |              |        |       |        |        |       |       |
| Poll of polls                | 30 juni 2024                 | 9,0 %           | 32,6 %          | 6,3 %           | 5,1 %           | 3,3 %           | 19,3 %          | 3,7 %           | 19,4 %          | 1,2 %  | 53,0 %      | 45,7 %       | 7,3 %  | [ 3 ] |        |        |       |       |
|                              |                              |                 |                 |                 |                 |                 |                 |                 |                 |        |             |              |        |       |        |        |       |       |
| Poll of polls                | 31 maj 2024                  | 9,0 %           | 32,6 %          | 6,0 %           | 5,1 %           | 3,3 %           | 19,2 %          | 3,7 %           | 19,8 %          | 1,3 %  | 52,7 %      | 46,0 %       | 6,7 %  | [ 3 ] |        |        |       |       |
|                              |                              |                 |                 |                 |                 |                 |                 |                 |                 |        |             |              |        |       |        |        |       |       |
| Poll of polls                | 30 april 2024                | 8,2 %           | 33,8 %          | 5,3 %           | 4,6 %           | 3,2 %           | 19,6 %          | 3,4 %           | 20,5 %          | 1,3 %  | 51,9 %      | 46,7 %       | 5,2 %  | [ 3 ] |        |        |       |       |
|                              |                              |                 |                 |                 |                 |                 |                 |                 |                 |        |             |              |        |       |        |        |       |       |
| Poll of polls                | 31 mars 2024                 | 8,1 %           | 34,6 %          | 4,8 %           | 4,5 %           | 3,3 %           | 20,0 %          | 3,2 %           | 20,2 %          | 1,3 %  | 52,0 %      | 46,7 %       | 5,3 %  | [ 3 ] |        |        |       |       |
|                              |                              |                 |                 |                 |                 |                 |                 |                 |                 |        |             |              |        |       |        |        |       |       |
| Poll of polls                | 29 februari 2024             | 8,0 %           | 35,3 %          | 4,5 %           | 4,3 %           | 3,2 %           | 19,4 %          | 3,3 %           | 20,5 %          | 1,5 %  | 52,1 %      | 46,4 %       | 5,5 %  | [ 6 ] |        |        |       |       |
|                              |                              |                 |                 |                 |                 |                 |                 |                 |                 |        |             |              |        |       |        |        |       |       |
| Poll of polls                | 31 januari 2024              | 8,0 %           | 35,5 %          | 4,3 %           | 4,4 %           | 3,1 %           | 18,4 %          | 3,5 %           | 21,1 %          | 1,6 %  | 52,2 %      | 46,1 %       | 6,1 %  | [ 6 ] |        |        |       |       |
|                              |                              |                 |                 |                 |                 |                 |                 |                 |                 |        |             |              |        |       |        |        |       |       |
| Poll of polls                | 31 december 2023             | 7,8 %           | 35,9 %          | 4,4 %           | 4,3 %           | 3,0 %           | 17,7 %          | 3,3 %           | 21,9 %          | 1,6 %  | 52,4 %      | 45,9 %       | 6,5 %  | [ 6 ] |        |        |       |       |
|                              |                              |                 |                 |                 |                 |                 |                 |                 |                 |        |             |              |        |       |        |        |       |       |
| Poll of polls                | 30 november 2023             | 7,7 %           | 36,8 %          | 4,5 %           | 4,0 %           | 2,9 %           | 17,3 %          | 3,2 %           | 22,2 %          | 1,4 %  | 53,0 %      | 45,6 %       | 7,4 %  | [ 6 ] |        |        |       |       |
|                              |                              |                 |                 |                 |                 |                 |                 |                 |                 |        |             |              |        |       |        |        |       |       |
| Poll of polls                | 31 oktober 2023              | 7,8 %           | 37,2 %          | 4,4 %           | 4,1 %           | 2,8 %           | 17,5 %          | 3,1 %           | 21,6 %          | 1,6 %  | 53,5 %      | 45,0 %       | 8,5 %  | [ 6 ] |        |        |       |       |
|                              |                              |                 |                 |                 |                 |                 |                 |                 |                 |        |             |              |        |       |        |        |       |       |
| Poll of polls                | 30 september 2023            | 7,8 %           | 37,3 %          | 4,7 %           | 4,3 %           | 2,8 %           | 18,0 %          | 3,1 %           | 20,4 %          | 1,6 %  | 54,1 %      | 44,3%        | 9,8 %  | [ 6 ] |        |        |       |       |
|                              |                              |                 |                 |                 |                 |                 |                 |                 |                 |        |             |              |        |       |        |        |       |       |
| Poll of polls                | 31 augusti 2023              | 7,7 %           | 37,5 %          | 4,8 %           | 4,4 %           | 3,1 %           | 18,8 %          | 3,4 %           | 18,8 %          | 1,6 %  | 54,4 %      | 44,1 %       | 10,3 % | [ 6 ] |        |        |       |       |
|                              |                              |                 |                 |                 |                 |                 |                 |                 |                 |        |             |              |        |       |        |        |       |       |
| Poll of polls                | 31 juli 2023                 | 7,7 %           | 37,2 %          | 4,5 %           | 4,5 %           | 3,1 %           | 19,3 %          | 3,5 %           | 18,5 %          | 1,6 %  | 53,9 %      | 44,4 %       | 9,5 %  | [ 6 ] |        |        |       |       |
|                              |                              |                 |                 |                 |                 |                 |                 |                 |                 |        |             |              |        |       |        |        |       |       |
| Poll of polls                | 30 juni 2023                 | 7,8 %           | 37,0 %          | 4,3 %           | 4,6 %           | 3,2 %           | 19,5 %          | 3,6 %           | 18,4 %          | 1,7 %  | 53,7 %      | 44,7 %       | 9,0 %  | [ 6 ] |        |        |       |       |
|                              |                              |                 |                 |                 |                 |                 |                 |                 |                 |        |             |              |        |       |        |        |       |       |
| Poll of polls                | 31 maj 2023                  | 7,9 %           | 36,6 %          | 4,2 %           | 4,5 %           | 3,2 %           | 19,6 %          | 3,7 %           | 18,5 %          | 1,6 %  | 53,2 %      | 45,0 %       | 8,2 %  | [ 6 ] |        |        |       |       |
| Svensk väljaropinion         | maj 2023                     | 8,0 %           | 36,6 %          | 4,2 %           | 4,5 %           | 3,0 %           | 19,7 %          | 3,7 %           | 18,7 %          | 1,8 %  | 53,1 %      | 45,3 %       | 7,8 %  | [ 4 ] |        |        |       |       |
|                              |                              |                 |                 |                 |                 |                 |                 |                 |                 |        |             |              |        |       |        |        |       |       |
| Poll of polls                | 30 april 2023                | 7,8 %           | 37,1 %          | 4,2 %           | 4,5 %           | 3,3 %           | 19,6 %          | 3,7 %           | 18,2 %          | 1,6 %  | 53,6 %      | 44,8 %       | 8,8 %  | [ 6 ] |        |        |       |       |
| Svensk väljaropinion         | april 2023                   | 7,6 %           | 37,3 %          | 4,5 %           | 4,5 %           | 3,4 %           | 19,7 %          | 3,6 %           | 17,7 %          | 1,7 %  | 53,9 %      | 44,4 %       | 9,5 %  | [ 4 ] |        |        |       |       |
|                              |                              |                 |                 |                 |                 |                 |                 |                 |                 |        |             |              |        |       |        |        |       |       |
| Poll of polls                | 31 mars 2023                 | 7,7 %           | 37,3 %          | 4,3 %           | 4,4 %           | 3,4 %           | 19,7 %          | 3,8 %           | 17,8 %          | 1,9 %  | 53,4 %      | 44,7 %       | 8,7 %  | [ 6 ] |        |        |       |       |
| Svensk väljaropinion         | mars 2023                    | 7,8 %           | 37,2 %          | 4,2 %           | 4,3 %           | 3,5 %           | 19,5 %          | 4,0 %           | 18,1 %          | 1,4 %  | 53,5 %      | 45,1 %       | 8,4 %  | [ 4 ] |        |        |       |       |
|                              |                              |                 |                 |                 |                 |                 |                 |                 |                 |        |             |              |        |       |        |        |       |       |
| Poll of polls                | 28 februari 2023             | 7,4 %           | 37,0 %          | 4,3 %           | 4,6 %           | 3,4 %           | 19,7 %          | 4,0 %           | 17,9 %          | 1,7 %  | 53,3 %      | 45,0 %       | 8,3 %  | [ 6 ] |        |        |       |       |
| Svensk väljaropinion         | februari 2023                | 7,2 %           | 36,9 %          | 4,3 %           | 4,6 %           | 3,4 %           | 19,7 %          | 4,0 %           | 18,2 %          | 1,6 %  | 53,0 %      | 45,3 %       | 7,7 %  | [ 4 ] |        |        |       |       |
|                              |                              |                 |                 |                 |                 |                 |                 |                 |                 |        |             |              |        |       |        |        |       |       |
| Poll of polls                | 31 januari 2023              | 7,5 %           | 36,5 %          | 4,3 %           | 4,8 %           | 3,4 %           | 19,6 %          | 4,1 %           | 18,0 %          | 1,8 %  | 53,1 %      | 45,1 %       | 8,0 %  | [ 6 ] |        |        |       |       |
| Svensk väljaropinion         | januari 2023                 | 7,7 %           | 36,7 %          | 4,6 %           | 5,1 %           | 3,3 %           | 18,8 %          | 4,2 %           | 18,0 %          | 1,8 %  | 54,0 %      | 44,3 %       | 9,7 %  | [ 4 ] |        |        |       |       |
|                              |                              |                 |                 |                 |                 |                 |                 |                 |                 |        |             |              |        |       |        |        |       |       |
| Poll of polls                | 31 december 2022             | 7,6 %           | 35,7 %          | 4,3 %           | 5,3 %           | 3,5 %           | 19,5 %          | 4,2 %           | 18,3 %          | 1,6 %  | 52,9 %      | 45,5 %       | 7,4 %  | [ 6 ] |        |        |       |       |
| Svensk väljaropinion         | december 2022                | 7,4 %           | 35,5 %          | 4,6 %           | 5,8 %           | 3,5 %           | 18,6 %          | 4,4 %           | 18,7 %          | 1,6 %  | 53,3 %      | 45,2 %       | 8,1 %  | [ 4 ] |        |        |       |       |
|                              |                              |                 |                 |                 |                 |                 |                 |                 |                 |        |             |              |        |       |        |        |       |       |
| Poll of polls                | 30 november 2022             | 7,8 %           | 34,4 %          | 4,3 %           | 5,7 %           | 3,7 %           | 19,6 %          | 4,5 %           | 18,8 %          | 1,2 %  | 52,2 %      | 46,6 %       | 5,6 %  | [ 6 ] |        |        |       |       |
| Mätningarnas mätning         | 21 november 2022             | 8,0 %           | 33,6 %          | 4,6 %           | 5,6 %           | 3,7 %           | 19,7 %          | 4,7 %           | 18,2 %          | 1,9 %  | 51,8 %      | 46,3 %       | 5,5 %  | [ 5 ] |        |        |       |       |
|                              |                              |                 |                 |                 |                 |                 |                 |                 |                 |        |             |              |        |       |        |        |       |       |
| Poll of polls                | 31 oktober 2022              | 7,8 %           | 33,0 %          | 4,4 %           | 6,0 %           | 4,0 %           | 20,0 %          | 4,7 %           | 19,3 %          | 0,9 %  | 51,2 %      | 48,0 %       | 3,2 %  | [ 6 ] |        |        |       |       |
| Mätningarnas mätning         | 27 oktober 2022              | 7,7 %           | 32,3 %          | 4,6 %           | 5,9 %           | 4,1 %           | 20,1 %          | 4,9 %           | 19,2 %          | 1,2 %  | 50,5 %      | 48,3 %       | 2,2 %  | [ 5 ] |        |        |       |       |
|                              |                              |                 |                 |                 |                 |                 |                 |                 |                 |        |             |              |        |       |        |        |       |       |
| Poll of polls                | 30 september 2022            | 7,3 %           | 31,4 %          | 4,7 %           | 6,2 %           | 4,4 %           | 19,6 %          | 5,1 %           | 20,1 %          | 1,2 %  | 49,6 %      | 49,2 %       | 0,4 %  | [ 6 ] |        |        |       |       |
| Mätningarnas mätning         | 30 september 2022            | 7,6 %           | 30,0 %          | 5,0 %           | 7,2 %           | 4,5 %           | 18,5 %          | 5,5 %           | 20,2 %          | 1,5 %  | 49,8 %      | 49,1 %       | 0,7 %  | [ 5 ] |        |        |       |       |
|                              |                              |                 |                 |                 |                 |                 |                 |                 |                 |        |             |              |        |       |        |        |       |       |
| Valet 2022 11 september 2022 | Valet 2022 11 september 2022 | 6,75 %          | 30,33 %         | 5,08 %          | 6,71 %          | 4,61 %          | 19,10 %         | 5,34 %          | 20,54 %         | 1,54 % | 48,87 %     | 49,58 %      | 0,71 % | [ 7 ] |        |        |       |       |

## Opinionsundersökningar

### Verian (f.d. Kantar Sifo)
”Vilket parti skulle du rösta på i riksdagsvalet om det vore val i dag?”'
Från februari 2023 enbart intervjuer via webbpanel omfattande cirka 100 000) ett slumpmässigt urval väljs ut (innan dess både intervjuer och webbpanel). Vanligen 4 000 till 6 000 medverkande. (från juni färre kring 3000)
|                              |        |         |        |        |        |         |        |         |        |         |         |        |               |  |  |
| 26 maj-8 juni 2025           | 7,6 %  | 34,7 %  | 5,1 %  | 5,9 %  | 2,4 %  | 18,6 %  | 3,7 %  | 19,3 %  | 2,7 %  | 53,3 %  | 44,0 %  | 9,3 %  | [ 8 ]         |  |  |
| 21 april-4 maj 2025          | 7,6 %  | 35,6 %  | 5,7 %  | 4,8 %  | 2,8 %  | 18,1 %  | 4,4 %  | 18,9 %  | 2,1 %  | 53,7 %  | 44,2 %  | 9,6 %  | [ 9 ]         |  |  |
| 24 mars-6 april 2025         | 7,7 %  | 35,5 %  | 5,9 %  | 3,6 %  | 2,8 %  | 20,3 %  | 3,4 %  | 18,7 %  | 2,2 %  | 52,6 %  | 45,2 %  | 7,4 %  | [ 10 ]        |  |  |
| 24 februari-9 mars 2025      | 7,6 %  | 34,2 %  | 6,2 %  | 4,2 %  | 2,8 %  | 19,2 %  | 4,4 %  | 19,1 %  | 2,4 %  | 52,2 %  | 45,5 %  | 6,7 %  | [ 11 ]        |  |  |
| 27 januari–7 februari 2025   | 7,4 %  | 33,7 %  | 6,2 %  | 3,8 %  | 2,5 %  | 19,7 %  | 4,1 %  | 20,9 %  | 1,8 %  | 51,1 %  | 47,2 %  | 3,9 %  | [ 12 ]        |  |  |
| 30 december–12 januari 2025  | 7,2 %  | 33,7 %  | 6,1 %  | 4,6 %  | 2,9 %  | 19,3 %  | 4,0 %  | 20,3 %  | 2,0 %  | 51,6 %  | 46,5 %  | 5,1 %  | [ 13 ]        |  |  |
| 25 november–8 december 2024  | 7,9 %  | 33,3 %  | 6,7 %  | 4,7 %  | 3,3 %  | 19,0 %  | 3,8 %  | 19,3 %  | 2,0 %  | 52,6 %  | 45,4 %  | 7,2 %  | [ 14 ]        |  |  |
| 28 oktober–10 november 2024  | 7,7 %  | 34,5 %  | 5,9 %  | 4,5 %  | 3,0 %  | 19,1 %  | 4,1 %  | 18,9 %  | 2,3 %  | 52,6 %  | 45,1 %  | 7,6 %  | [ 15 ]        |  |  |
| 23 september–6 oktober 2024  | 8,7 %  | 32,9 %  | 5,9 %  | 4,5 %  | 3,1 %  | 19,7 %  | 4,2 %  | 19,2 %  | 1,8 %  | 52,0 %  | 46,2 %  | 5,8 %  | [ 16 ]        |  |  |
| 26 augusti–8 september 2024  | 8,7 %  | 33,0 %  | 6,0 %  | 5,0 %  | 3,2 %  | 20,3 %  | 3,2 %  | 18,7 %  | 2,0 %  | 52,7 %  | 45,4 %  | 7,2 %  | [ 17 ]        |  |  |
| 29 juli–11 augusti 2024      | 8,1 %  | 32,7 %  | 6,1 %  | 4,9 %  | 2,9 %  | 20,0 %  | 3,6 %  | 19,9 %  | 1,9 %  | 51,7 %  | 46,4 %  | 5,3 %  | [ 18 ]        |  |  |
| 3–16 juni 2024               | 8,5 %  | 32,7 %  | 5,6 %  | 5,4 %  | 3,3 %  | 19,1 %  | 4,6 %  | 18,9 %  | 2,1 %  | 52,2 %  | 45,7 %  | 6,5 %  | [ 19 ]        |  |  |
| 22 april–5 maj 2024          | 7,8 %  | 34,3 %  | 5,1 %  | 4,3 %  | 3,6 %  | 18,9 %  | 3,5 %  | 20,2 %  | 2,3 %  | 51,6 %  | 46,2 %  | 5,4 %  | [ 20 ]        |  |  |
| 25 mars–7 april 2024         | 7,7 %  | 34,7 %  | 4,5 %  | 4,2 %  | 3,4 %  | 20,5 %  | 3,7 %  | 19,5 %  | 1,7 %  | 51,1 %  | 47,1 %  | 4,0 %  | [ 21 ]        |  |  |
| 19 februari–3 mars 2024      | 8,4 %  | 33,8 %  | 4,5 %  | 4,6 %  | 2,9 %  | 19,6 %  | 3,6 %  | 20,7 %  | 2,0 %  | 51,2 %  | 46,8 %  | 4,4 %  | [ 22 ]        |  |  |
| 22 januari–4 februari 2024   | 7,8 %  | 35,7 %  | 4,5%   | 4,3 %  | 3,4 %  | 17,5 %  | 3,6 %  | 21,4 %  | 1,9 %  | 52,2 %  | 45,9 %  | 6,3 %  | [ 23 ]        |  |  |
| 25 december–7 januari 2024   | 7,0 %  | 35,9 %  | 4,7 %  | 4,0 %  | 3,3 %  | 17,2 %  | 3,8 %  | 22,5 %  | 1,6 %  | 51,6 %  | 46,8 %  | 4,8 %  | [ 24 ]        |  |  |
| 27 november–10 december 2023 | 7,8 %  | 35,7 %  | 4,4 %  | 4,3 %  | 2,7 %  | 17,0 %  | 3,6 %  | 22,5 %  | 2,0 %  | 52,2 %  | 45,8 %  | 6,3 %  | [ 25 ]        |  |  |
| 16–29 oktober 2023           | 7,3 %  | 37,6 %  | 4,7 %  | 3,7 %  | 3,0 %  | 17,4 %  | 3,5 %  | 21,2 %  | 1,7 %  | 53,2 %  | 45,1 %  | 8,1 %  | [ 26 ] [ 27 ] |  |  |
| 18 september–1 oktober 2023  | 8,1 %  | 37,4 %  | 4,6 %  | 4,0 %  | 3,0 %  | 17,5 %  | 3,6 %  | 20,2 %  | 1,6 %  | 54,1 %  | 44,3 %  | 9,8 %  | [ 28 ] [ 29 ] |  |  |
| 21 augusti–3 september 2023  | 7,6 %  | 37,6 %  | 4,3 %  | 3,9 %  | 3,0 %  | 19,0 %  | 3,1 %  | 19,7 %  | 1,8 %  | 53,4 %  | 44,8 %  | 8,6 %  | [ 30 ]        |  |  |
| 17–30 juli 2023              | 7,6 %  | 38,0 %  | 4,8 %  | 4,3 %  | 3,2 %  | 19,2 %  | 3,2 %  | 18,1 %  | 1,7 %  | 54,7 %  | 43,7 %  | 11,0 % | [ 31 ]        |  |  |
| 22 maj–4 juni 2023           | 7,8 %  | 36,1 %  | 4,1 %  | 4,4 %  | 3,5 %  | 20,2 %  | 3,6 %  | 19,2 %  | 1,2 %  | 52,4 %  | 46,5 %  | 5,9 %  | [ 32 ] [ 33 ] |  |  |
| 1–11 maj 2023                | 8,2 %  | 36,3 %  | 4,3 %  | 4,3 %  | 2,8 %  | 20,0 %  | 4,0 %  | 18,3 %  | 2,0 %  | 53,1 %  | 45,1 %  | 8,0 %  | [ 34 ]        |  |  |
| 3–13 april 2023              | 7,1 %  | 36,9 %  | 4,5 %  | 4,3 %  | 3,3 %  | 19,6 %  | 3,8 %  | 18,8 %  | 1,7 %  | 52,8 %  | 45,5 %  | 7,3 %  | [ 35 ] [ 36 ] |  |  |
| 6–16 mars 2023               | 7,8 %  | 37,0 %  | 3,9 %  | 3,8 %  | 3,5 %  | 19,4 %  | 4,3 %  | 18,6 %  | 1,7 %  | 52,5 %  | 45,8 %  | 6,7 %  | [ 37 ] [ 38 ] |  |  |
| 6–16 februari 2023           | 7,5 %  | 36,5 %  | 4,3 %  | 4,3 %  | 3,5 %  | 19,3 %  | 4,3 %  | 18,4 %  | 1,7 %  | 52,6 %  | 45,5 %  | 7,1 %  | [ 39 ] [ 40 ] |  |  |
| 9–19 januari 2023            | 7,8 %  | 36,1 %  | 4,4 %  | 5,2 %  | 3,3 %  | 18,4 %  | 4,1 %  | 19,0 %  | 1,8 %  | 53,5 %  | 44,8 %  | 8,7 %  | [ 41 ] [ 42 ] |  |  |
| 5–15 december 2022           | 7,3 %  | 36,1 %  | 4,4 %  | 5,9 %  | 3,5 %  | 18,2 %  | 4,3 %  | 18,8 %  | 1,5 %  | 53,7 %  | 44,8 %  | 8,9 %  | [ 43 ] [ 44 ] |  |  |
| 7–17 november 2022           | 8,2 %  | 33,4 %  | 5,0 %  | 5,5 %  | 3,6 %  | 20,1 %  | 4,8 %  | 17,7 %  | 1,6 %  | 52,1 %  | 46,2 %  | 5,9 %  | [ 45 ] [ 46 ] |  |  |
| 3–13 oktober 2022            | 7,4 %  | 31,8 %  | 4,5 %  | 5,8 %  | 4,5 %  | 19,6 %  | 5,0 %  | 19,8 %  | 1,6 %  | 49,5 %  | 48,9 %  | 0,6 %  | [ 47 ] [ 48 ] |  |  |
|                              |        |         |        |        |        |         |        |         |        |         |         |        |               |  |  |
| Valet 2022 11 september 2022 | 6,75 % | 30,33 % | 5,08 % | 6,71 % | 4,61 % | 19,10 % | 5,34 % | 20,54 % | 1,54 % | 48,87 % | 49,58 % | 0,71 % | [ 7 ]         |  |  |

### Novus
”Vilket parti skulle du rösta på i riksdagsvalet om det vore val i dag?”
Insamling genom intervjuer via telefonsamtal, SMS och post. Vanligen 3 000–4 000 medverkande.
|                              |        |         |        |        |        |         |        |         |        |         |         |        |               |  |  |
| 2–13 juni 2025               | 7,4 %  | 35,3 %  | 5,5 %  | 5,4 %  | 2,1 %  | 18,3 %  | 3,8 %  | 20,2 %  | 2,0 %  | 53,6 %  | 44,4 %  | 9,2 %  | [ 49 ]        |  |  |
| 5–18 maj 2025                | 7,2 %  | 34,5 %  | 5,0 %  | 6,5 %  | 2,6 %  | 18,5 %  | 2,9 %  | 20,4 %  | 2,4 %  | 53,2 %  | 44,4 %  | 8,8 %  | [ 50 ]        |  |  |
| 7–21 april 2025              | 8,1 %  | 36,7 %  | 4,6 %  | 4,3 %  | 2,5 %  | 19,9 %  | 3,2 %  | 19,2 %  | 1,5 %  | 53,7 %  | 44,8 %  | 8,9 %  | [ 51 ]        |  |  |
| 7–21 mars 2025               | 8,6 %  | 34,6 %  | 5,3 %  | 4,3 %  | 2,6 %  | 20,3 %  | 3,2 %  | 19,4 %  | 1,7 %  | 52,8 %  | 45,5 %  | 7,3 %  | [ 52 ]        |  |  |
| 10–21 februari 2025          | 6,9 %  | 35,4 %  | 5,8 %  | 4,2 %  | 3,0 %  | 19,4 %  | 3,0 %  | 20,5 %  | 1,8 %  | 52,3 %  | 45,9 %  | 6,4 %  | [ 53 ]        |  |  |
| 13–24 januari 2025           | 7,7 %  | 33,8 %  | 5,9 %  | 5,2 %  | 2,8 %  | 20,1 %  | 2,6 %  | 20,3 %  | 1,6 %  | 52,6 %  | 45,8 %  | 6,8 %  | [ 54 ]        |  |  |
| 2–15 december 2024           | 7,0 %  | 34,4 %  | 5,6 %  | 5,0 %  | 3,4 %  | 19,8 %  | 3,6 %  | 19,8 %  | 1,4 %  | 52,0 %  | 46,6 %  | 5,4 %  | [ 55 ]        |  |  |
| 4–17 november 2024           | 8,2 %  | 32,8 %  | 5,1 %  | 5,3 %  | 3,8 %  | 19,7 %  | 3,2 %  | 20,6 %  | 1,3 %  | 51,4 %  | 47,3 %  | 4,1 %  | [ 56 ]        |  |  |
| 9–20 oktober 2024            | 7,1 %  | 33,1 %  | 6,2 %  | 5,2 %  | 3,6 %  | 19,3 %  | 3,7 %  | 20,2 %  | 1,6 %  | 51,6 %  | 46,8 %  | 4,8 %  | [ 57 ]        |  |  |
| 9–22 september 2024          | 7,9 %  | 33,6 %  | 5,8 %  | 4,9 %  | 3,8 %  | 19,7 %  | 3,5 %  | 19,2 %  | 1,6 %  | 52,2 %  | 46,2 %  | 6,0 %  | [ 58 ]        |  |  |
| 29 juli–25 augusti 2024      | 8,7 %  | 34,2 %  | 6,6 %  | 5,5 %  | 3,4 %  | 19,7 %  | 3,9 %  | 17,5 %  | 0,5 %  | 55,0 %  | 44,5 %  | 10,5 % | [ 59 ]        |  |  |
| 10–17 juni 2024              | 9,6 %  | 30,6 %  | 7,4 %  | 5,7 %  | 3,4 %  | 18,7 %  | 3,8 %  | 20,1 %  | 0,7 %  | 53,3 %  | 46,0 %  | 7,3 %  | [ 60 ]        |  |  |
| 22 april–19 maj 2024         | 7,2 %  | 34,5 %  | 6,3 %  | 4,7 %  | 3,0 %  | 19,9 %  | 4,0 %  | 19,6 %  | 0,8 %  | 52,7 %  | 46,5 %  | 6,2 %  | [ 61 ]        |  |  |
| 25 mars–21 april 2024        | 7,7 %  | 34,6 %  | 4,9 %  | 5,0 %  | 3,7 %  | 20,5 %  | 3,3 %  | 19,6 %  | 0,7 %  | 52,2 %  | 47,1 %  | 5,1 %  | [ 62 ]        |  |  |
| 19 februari–17 mars 2024     | 7,8 %  | 36,2 %  | 4,6 %  | 4,6 %  | 3,1 %  | 19,5 %  | 3,8 %  | 19,1 %  | 1,3 %  | 53,2 %  | 45,5 %  | 7,7 %  | [ 63 ]        |  |  |
| 22 januari–18 februari 2024  | 8,9 %  | 35,4 %  | 3,8 %  | 4,8 %  | 3,3 %  | 18,7 %  | 3,2 %  | 20,5 %  | 1,0 %  | 52,9 %  | 45,7 %  | 7,2 %  | [ 64 ]        |  |  |
| 22 december–21 januari 2024  | 7,8 %  | 35,4 %  | 4,4 %  | 5,1 %  | 3,1 %  | 18,5 %  | 3,6 %  | 21,1 %  | 1,0 %  | 52,7 %  | 46,3 %  | 6,4 %  | [ 65 ]        |  |  |
| 13 november–10 december 2023 | 7,9 %  | 37,2 %  | 4,6 %  | 3,9 %  | 2,9 %  | 18,6 %  | 3,2 %  | 20,6 %  | 1,1 %  | 53,6 %  | 45,3 %  | 8,3 %  | [ 66 ]        |  |  |
| 16 oktober–12 november 2023  | 7,7 %  | 37,8 %  | 4,2 %  | 4,2 %  | 2,7 %  | 17,4 %  | 2,8 %  | 22,1 %  | 1,1 %  | 53,9 %  | 45,0 %  | 8,9 %  | [ 67 ]        |  |  |
| 18 september–15 oktober 2023 | 7,4 %  | 37,8 %  | 4,4 %  | 4,8 %  | 2,7 %  | 18,2 %  | 2,6 %  | 20,7 %  | 1,4 %  | 54,4 %  | 44,2 %  | 10,2 % | [ 68 ]        |  |  |
| 21 augusti–17 september 2023 | 7,8 %  | 37,0 %  | 5,7 %  | 3,9 %  | 3,0 %  | 19,1 %  | 3,7 %  | 18,2 %  | 1,6 %  | 54,4 %  | 43,9 %  | 10,5 % | [ 69 ]        |  |  |
| 7–20 augusti 2023            | 7,8 %  | 38,4 %  | 4,8 %  | 4,6 %  | 3,3 %  | 19,0 %  | 3,6 %  | 17,3 %  | 1,2 %  | 55,6 %  | 43,2 %  | 12,4 % | [ 70 ]        |  |  |
| 26 juni–16 juli 2023         | 7,2 %  | 37,0 %  | 4,3 %  | 4,5 %  | 2,8 %  | 20,0 %  | 3,3 %  | 18,9 %  | 2,0 %  | 53,0 %  | 45,0 %  | 8,0 %  | [ 71 ]        |  |  |
| 29 maj–21 juni 2023          | 7,8 %  | 36,6 %  | 4,7 %  | 4,7 %  | 3,6 %  | 20,4 %  | 3,3 %  | 17,6 %  | 1,3 %  | 53,8 %  | 44,9 %  | 8,9 %  | [ 72 ]        |  |  |
| 3–30 april 2023              | 7,5 %  | 38,4 %  | 4,7 %  | 4,4 %  | 3,2 %  | 20,2 %  | 3,7 %  | 16,4 %  | 1,5 %  | 55,0 %  | 43,5 %  | 11,5 % | [ 73 ]        |  |  |
| 27 februari–2 april 2023     | 7,7 %  | 37,6 %  | 4,3 %  | 4,6 %  | 3,6 %  | 19,9 %  | 3,5 %  | 17,5 %  | 1,3 %  | 54,2 %  | 44,5 %  | 9,7 %  | [ 74 ]        |  |  |
| 30 januari–26 februari 2023  | 6,7 %  | 38,2 %  | 4,4 %  | 4,9 %  | 3,5 %  | 20,2 %  | 3,6 %  | 17,3 %  | 1,2 %  | 54,2 %  | 44,6 %  | 9,6 %  | [ 75 ]        |  |  |
| 2–29 januari 2023            | 7,4 %  | 37,1 %  | 5,0 %  | 5,0 %  | 3,0 %  | 19,7 %  | 4,3 %  | 16,9 %  | 1,6 %  | 54,5 %  | 43,9 %  | 10,6 % | [ 76 ] [ 77 ] |  |  |
| 28 november–1 januari 2023   | 7,9 %  | 34,7 %  | 4,3 %  | 5,4 %  | 3,8 %  | 19,6 %  | 4,3 %  | 18,4 %  | 1,6 %  | 52,3 %  | 46,1 %  | 6,2 %  | [ 78 ] [ 79 ] |  |  |
| 31 oktober–27 november 2022  | 7,5 %  | 34,2 %  | 4,0 %  | 6,1 %  | 3,6 %  | 19,7 %  | 4,5 %  | 18,9 %  | 1,5 %  | 51,8 %  | 46,7 %  | 5,1 %  | [ 80 ] [ 81 ] |  |  |
| 3–30 oktober 2022            | 7,6 %  | 32,2 %  | 4,5 %  | 5,9 %  | 4,0 %  | 20,2 %  | 4,7 %  | 19,4 %  | 1,5 %  | 50,2 %  | 48,3 %  | 1,9 %  | [ 82 ] [ 83 ] |  |  |
| 12 september–2 oktober 2022  | 7,2 %  | 31,1 %  | 5,0 %  | 5,7 %  | 4,1 %  | 19,6 %  | 4,9 %  | 20,8 %  | 1,6 %  | 49 %    | 49,4 %  | 0,4 %  | [ 84 ] [ 85 ] |  |  |
|                              |        |         |        |        |        |         |        |         |        |         |         |        |               |  |  |
| Valet 2022 11 september 2022 | 6,75 % | 30,33 % | 5,08 % | 6,71 % | 4,61 % | 19,10 % | 5,34 % | 20,54 % | 1,54 % | 48,87 % | 49,58 % | 0,71 % | [ 7 ]         |  |  |

### Ipsos
”Om det var val till riksdagen idag, vilket parti skulle du då rösta på?” (Om respondenten inte svarar, ställs följdfrågan ”Vilket parti lutar det mest mot för dig?”.)
Insamling genom intervjuer via telefonsamtal, intervjuer via sms-länk till en webbenkät samt digitala intervjuer med ett kvoturval från en slumpmässigt rekryterad webbpanel. Vanligen omkring 1 600 medverkande.
Partiernas andel presenteras av Ipsos och DN i heltal, även om de internt har värden angivna med en decimal. Detta innebär att summa per block och diff, som av Ipsos/DN räkans ut utifrån värden med decimal, inte behöver vara summan av visade värden. Detaljsidan från Ipsos visar sedan skillnaden per parti gentemot föregående mätning med decimals noggrannhet, vilket det går att rekonstruera de värden med decimal som de har haft som bas
|                              |        |         |        |        |        |         |        |         |        |         |         |        |                 |  |  |
| 3–15 juni 2025               | 8 %    | 33 %    | 5 %    | 6+ %   | 2+ %   | 19 %    | 4+ %   | 19 %    | 2 %    | 52 %    | 44 %    | 8 %    | [ 87 ]          |  |  |
| 6–18 maj 2025                | 8- %   | 33+ %   | 5,3 %  | 5+ %   | 3- %   | 20- %   | 3+ %   | 20+ %   | 2 %    | 51 %    | 46 %    | 5 %    | [ 88 ] [ 89 ]   |  |  |
| 8–21 april 2025              | 8- %   | 37- %   | 5,6 %  | 5- %   | 2+ %   | 19- %   | 3+ %   | 19+ %   | 2 %    | 55 %    | 44 %    | 11,1 % | [ 90 ] [ 91 ]   |  |  |
| 4–16 mars 2025               | 8+ %   | 35- %   | 5,0 %  | 4+ %   | 3+ %   | 20- %   | 3- %   | 20- %   | 2 %    | 52 %    | 46 %    | 6,2 %  | [ 92 ] [ 93 ]   |  |  |
| 4–16 februari 2025           | 8+ %   | 34- %   | 6- %   | 5- %   | 3- %   | 20+ %   | 3+ %   | 20- %   | 2 %    | 52 %    | 46 %    | 6,2 %  | [ 94 ] [ 95 ]   |  |  |
| 14–26 januari 2025           | 8+ %   | 34+ %   | 6+ %   | 5- %   | 3+ %   | 19 %    | 3+ %   | 20 %    | 2 %    | 53 %    | 45 %    | 7,4 %  | [ 96 ] [ 97 ]   |  |  |
| 2–16 december 2024           | 9 %    | 31 %    | 6 %    | 6 %    | 3 %    | 19 %    | 3 %    | 21 %    | 2 %    | 52 %    | 46 %    | 5,9 %  | [ 98 ]          |  |  |
| 5–18 november 2024           | 8 %    | 34 %    | 5 %    | 5 %    | 4 %    | 19 %    | 4 %    | 21 %    | 1 %    | 52 %    | 47 %    | 6 %    | [ 99 ]          |  |  |
| 7–20 oktober 2024            | 8+ %   | 33+ %   | 6- %   | 5- %   | 4+ %   | 18- %   | 4+ %   | 19 %    | 2 %    | 52 %    | 45 %    | 6,6 %  | [ 100 ] [ 101 ] |  |  |
| 3–15 september 2024          | 9- %   | 31+ %   | 7- %   | 5+ %   | 3,5 %  | 19- %   | 4- %   | 21 %    | 1 %    | 52- %   | 47- %   | 5,1 %  | [ 102 ] [ 103 ] |  |  |
| 13–25 augusti 2024           | 9+ %   | 32+ %   | 6- %   | 5+ %   | 3,6 %  | 19- %   | 3+ %   | 20 %    | 2 %    | 52 %    | 45 %    | 6,9 %  | [ 104 ] [ 105 ] |  |  |
| 4–16 juni 2024               | 10 %   | 33 %    | 6 %    | 6 %    | 3+ %   | 18 %    | 4- %   | 19 %    | 1 %    | 55 %    | 44 %    | 10 %   | [ 106 ]         |  |  |
| 7–19 maj 2024                | 9- %   | 33 %    | 6 %    | 5- %   | 4- %   | 19 %    | 3,8 %  | 19 %    | 1 %    | 53 %    | 46 %    | 7 %    | [ 107 ]         |  |  |
| 9–21 april 2024              | 8,0 %  | 33+ %   | 5,7 %  | 4,6 %  | 2,5 %  | 18,6 %  | 3,8 %  | 21,0 %  | 1 %    | 52 %    | 46 %    | 5,9 %  | [ 108 ] [ 109 ] |  |  |
| 12–24 mars 2024              | 9 %    | 36- %   | 4,0 %  | 4,2 %  | 3,5 %  | 19,5 %  | 3,4 %  | 19+ %   | 1 %    | 52 %    | 46 %    | 7,0 %  | [ 110 ] [ 111 ] |  |  |
| 13–25 februari 2024          | 8,2 %  | 35- %   | 4,0 %  | 4,4 %  | 3,4 %  | 18,5 %  | 3,6 %  | 21 %    | 2 %    | 51,4 %  | 47 %    | 4,5 %  | [ 112 ] [ 113 ] |  |  |
| 16–28 januari 2024           | 8,8 %  | 34 %    | 4,1 %  | 4,6 %  | 3,1 %  | 18,3 %  | 4,5 %  | 21+ %   | 1 %    | 51 %    | 47 %    | 4 %    | [ 114 ] [ 115 ] |  |  |
| 5–17 december 2023           | 9,3 %  | 35 %    | 4+ %   | 4,5 %  | 3 %    | 15,2 %  | 3,1 %  | 24- %   | 2 %    | 53 %    | 45 %    | 8,3 %  | [ 116 ]         |  |  |
| 13–26 november 2023          | 7,9 %  | 36,4 %  | 5,1 %  | 4,0 %  | 3,3 %  | 16,4 %  | 4,0 %  | 20,8 %  | 2 %    | 53,4 %  | 44,4 %  | 9 %    | [ 117 ] [ 118 ] |  |  |
| 16–30 oktober 2023           | 8,5 %  | 35,2 %  | 5,4 %  | 4,5 %  | 2,4 %  | 19,2 %  | 2,6 %  | 20,7 %  | 2 %    | 53,3 %  | 44,9 %  | 8,5 %  | [ 119 ] [ 120 ] |  |  |
| 12–24 september 2023         | 8,2 %  | 36,4 %  | 4,7 %  | 5,0 %  | 3,7 %  | 16,9 %  | 3,2 %  | 20,0 %  | 2,0 %  | 54,3 %  | 43,8 %  | 10,5 % | [ 121 ] [ 122 ] |  |  |
| 15–27 augusti 2023           | 7,4 %  | 36,4 %  | 4,5 %  | 5,5 %  | 3,3 %  | 18,9 %  | 3,7 %  | 18,2 %  | 1,8 %  | 54,0 %  | 44,2 %  | 9,7 %  | [ 123 ] [ 124 ] |  |  |
| 8–18 juni 2023               | 8,0 %  | 37,4 %  | 4,0 %  | 4,5 %  | 4,1 %  | 19,2 %  | 3,5 %  | 17,1 %  | 2,1 %  | 54,0 %  | 44,0 %  | 9,9 %  | [ 125 ] [ 126 ] |  |  |
| 9–21 maj 2023                | 8,9 %  | 36,8 %  | 4,0 %  | 4,7 %  | 3,5 %  | 17,5 %  | 3,6 %  | 18,6 %  | 2,3 %  | 54,5 %  | 43,5 %  | 10,9 % | [ 127 ] [ 128 ] |  |  |
| 11–23 april 2023             | 9,2 %  | 35,5 %  | 4,4 %  | 4,9 %  | 3,6 %  | 19,1 %  | 3,3 %  | 17,8 %  | 2,2 %  | 54,0 %  | 44,0 %  | 10 %   | [ 129 ] [ 130 ] |  |  |
| 14–26 mars 2023              | 8,1 %  | 36,9 %  | 4,5 %  | 4,7 %  | 3,1 %  | 18,9 %  | 4,1 %  | 17,6 %  | 2,1 %  | 54,2 %  | 43,8 %  | 10,3 % | [ 131 ] [ 132 ] |  |  |
| 14–26 februari 2023          | 7,3 %  | 36,1 %  | 3,7 %  | 5,3 %  | 3,2 %  | 19,7 %  | 3,9 %  | 18,9 %  | 2 %    | 52,4 %  | 45,7 %  | 6,6 %  | [ 133 ] [ 134 ] |  |  |
| 17–29 januari 2023           | 7,5 %  | 37,3 %  | 4,0 %  | 5,1 %  | 3,9 %  | 18,0 %  | 4,1 %  | 18,1 %  | 2 %    | 53,9 %  | 44,1 %  | 9,9 %  | [ 135 ] [ 136 ] |  |  |
| 6–18 december 2022           | 7,3 %  | 34,5 %  | 4,5 %  | 5,8 %  | 3,2 %  | 18,3 %  | 4,9 %  | 19,4 %  | 2,1 %  | 52,1 %  | 45,8 %  | 6,4 %  | [ 137 ] [ 138 ] |  |  |
| 15–28 november 2022          | 7,5 %  | 34,2 %  | 4,5 %  | 6,4 %  | 3,4 %  | 19,2 %  | 3,6 %  | 19,0 %  | 2,2 %  | 52,6 %  | 45,2 %  | 7,4 %  | [ 139 ] [ 140 ] |  |  |
| 11–23 oktober 2022           | 7,4 %  | 31,1 %  | 3,9 %  | 6,5 %  | 3,7 %  | 20,5 %  | 4,7 %  | 20,7 %  | 1,4 %  | 48,9 %  | 49,6 %  | 0,7 %  | [ 141 ] [ 142 ] |  |  |
| 13–25 september 2022         | 6,8 %  | 31,7 %  | 4,6 %  | 6,6 %  | 4,6 %  | 18,9 %  | 4,8 %  | 20,2 %  | 1,7 %  | 49,7 %  | 48,6 %  | 1,1 %  | [ 143 ] [ 86 ]  |  |  |
|                              |        |         |        |        |        |         |        |         |        |         |         |        |                 |  |  |
| Valet 2022 11 september 2022 | 6,75 % | 30,33 % | 5,08 % | 6,71 % | 4,61 % | 19,10 % | 5,34 % | 20,54 % | 1,54 % | 48,87 % | 49,58 % | 0,71 % | [ 7 ]           |  |  |

### Indikator
Vilket parti skulle du rösta på om det vore riksdagsval idag?
Insamling genom postal enkät. Vanligen drygt 2 000 medverkande.
|                                    |        |         |        |        |        |         |        |         |        |         |         |        |                 |  |  |
| 4–24 juni 2025                     | 7,3 %  | 36,7 %  | 5,3 %  | 5,3 %  | 2,8 %  | 18,2 %  | 3,8 %  | 19,0 %  | 1,6 %  | 54,6 %  | 43,8 %  | 10,8 % | [ 145 ] [ 146 ] |  |  |
| 5–25 maj 2025                      | 7,7 %  | 36,0 %  | 5,6 %  | 5,8 %  | 2,7 %  | 17,4 %  | 3,3 %  | 20,0 %  | 1,5 %  | 55,1 %  | 43,4 %  | 11,7 % | [ 147 ] [ 148 ] |  |  |
| 11–28 april 2025                   | 7,6 %  | 35,4 %  | 5,7 %  | 4,1 %  | 2,8 %  | 21,1 %  | 3,0 %  | 18,2 %  | 2,1 %  | 52,8 %  | 45,1 %  | 7,7 %  | [ 149 ]         |  |  |
| 10-31 mars 2025                    | 8,1 %  | 36,0 %  | 5,2 %  | 4,2 %  | 3,2 %  | 18,9 %  | 3,4 %  | 19,2 %  | 1,7 %  | 53,5 %  | 44,7 %  | 8,8 %  | [ 150 ]         |  |  |
| 3–25 februari 2025                 | 7,8 %  | 36,3 %  | 5,6 %  | 4,5 %  | 2,7 %  | 18,9 %  | 3,2 %  | 19,6 %  | 1,4 %  | 54,2 %  | 44,4 %  | 9,8 %  | [ 151 ]         |  |  |
| 13 januari 2025 - 02 februari 2025 | 8,0 %  | 35,3 %  | 5,8 %  | 4,5 %  | 3,3 %  | 18,6 %  | 3,1 %  | 20,1 %  | 1,2 %  | 53,6 %  | 45,1 %  | 8,5 %  | [ 152 ]         |  |  |
| 5 december 2024 - 6 januari 2025   | 7,1 %  | 33,8 %  | 6,2 %  | 4,8 %  | 3,4 %  | 18,6 %  | 3,2 %  | 21,6 %  | 1,5 %  | 51,9 %  | 46,8 %  | 5,1 %  | [ 153 ]         |  |  |
| 29 oktober–25 november 2024        | 7,4 %  | 33,6 %  | 6,4 %  | 4,6 %  | 3,4 %  | 20,7 %  | 3,2 %  | 19,3 %  | 1,5 %  | 52,0 %  | 46,6 %  | 5,4 %  | [ 154 ]         |  |  |
| 7–29 oktober 2024                  | 9,0 %  | 32,6 %  | 6,0 %  | 5,1 %  | 3,1 %  | 18,3 %  | 3,5 %  | 20,6 %  | 1,8 %  | 52,7 %  | 45,5 %  | 7,2 %  | [ 155 ]         |  |  |
| 26 augusti–22 september 2024       | 7,6 %  | 33,5 %  | 6,8 %  | 5,0 %  | 3,4 %  | 19,7 %  | 3,5 %  | 19,2 %  | 1,1 %  | 53,1 %  | 45,8 %  | 7,3 %  | [ 156 ]         |  |  |
| 5–26 juni 2024                     | 9,9 %  | 31,0 %  | 7,2 %  | 5,3 %  | 3,7 %  | 19,2 %  | 3,7 %  | 18,6 %  | 1,4 %  | 53,4 %  | 45,2 %  | 8,2 %  | [ 157 ]         |  |  |
| 27 april–26 maj 2024               | 8,3 %  | 33,1 %  | 5,5 %  | 4,1 %  | 3,1 %  | 18,3 %  | 3,2 %  | 22,5 %  | 2,1 %  | 51,0 %  | 47,1 %  | 3,9 %  | [ 158 ]         |  |  |
| 28 mars–22 april 2024              | 8,7 %  | 33,6 %  | 5,1 %  | 4,4 %  | 2,7 %  | 20,1 %  | 2,9 %  | 20,9 %  | 1,8 %  | 51,8 %  | 46,6 %  | 5,2 %  | [ 159 ]         |  |  |
| 4–26 mars 2024                     | 8,0 %  | 34,2 %  | 4,8 %  | 4,5 %  | 3,5 %  | 19,6 %  | 2,4 %  | 21,5 %  | 1,6 %  | 51,5 %  | 47,0 %  | 4,5 %  | [ 160 ]         |  |  |
| 4–26 februari 2024                 | 7,3 %  | 35,9 %  | 4,7 %  | 3,8 %  | 2,8 %  | 18,8 %  | 3,2 %  | 21,9 %  | 1,6 %  | 51,7 %  | 46,7 %  | 5,0 %  | [ 161 ]         |  |  |
| 5–29 januari 2024                  | 8,2 %  | 36,6 %  | 4,5 %  | 4,2 %  | 3,1 %  | 17,3 %  | 3,2 %  | 21,1 %  | 1,6 %  | 53,5 %  | 44,7 %  | 8,8 %  | [ 162 ]         |  |  |
| 7 december–2 januari 2024          | 7,2 %  | 37,0 %  | 5,3 %  | 3,4 %  | 2,7 %  | 17,5 %  | 2,6 %  | 23,0 %  | 1,4 %  | 52,9 %  | 45,8 %  | 7,1 %  | [ 163 ]         |  |  |
| 3–27 november 2023                 | 7,3 %  | 38,3 %  | 4,3 %  | 3,8 %  | 3,2 %  | 16,2 %  | 2,7 %  | 22,6 %  | 1,6 %  | 53,7 %  | 44,7 %  | 9,0 %  | [ 164 ]         |  |  |
| 3–25 oktober 2023                  | 8,1 %  | 37,9 %  | 4,8 %  | 4,1 %  | 2,3 %  | 16,1 %  | 2,9 %  | 22,0 %  | 1,8 %  | 54,9 %  | 43,3 %  | 11,6 % | [ 144 ]         |  |  |
| 1–22 september 2023                | 7,6 %  | 38,6 %  | 5,2 %  | 4,0 %  | 3,0 %  | 18,4 %  | 2,6 %  | 19,0 %  | 1,5 %  | 55,4 %  | 43,0 %  | 12,4 % | [ 165 ]         |  |  |
| juni 2023                          | 7,8 %  | 36,6 %  | 5,0 %  | 4,3 %  | 3,0 %  | 18,5 %  | 4,1 %  | 18,3 %  | 2,4 %  | 53,7 %  | 43,9 %  | 9,8 %  | [ 144 ]         |  |  |
|                                    |        |         |        |        |        |         |        |         |        |         |         |        |                 |  |  |
| Valet 2022 11 september 2022       | 6,75 % | 30,33 % | 5,08 % | 6,71 % | 4,61 % | 19,10 % | 5,34 % | 20,54 % | 1,54 % | 48,87 % | 49,58 % | 0,71 % | [ 7 ]           |  |  |

### Demoskop
Vilket parti skulle du rösta på om det var riksdagsval idag?
Insamling genom webbundersökning där urvalet är pre-stratifierat och vägt på ålder, kön, region och parti i föregående val. Vanligen drygt 2 000 medverkande.
|                              |        |         |        |        |        |         |        |         |        |         |         |        |                 |  |  |
| 1-15 juni 2025               | 7,4 %  | 33,5 %  | 6,3 %  | 4,9 %  | 3,1 %  | 18,2 %  | 4,4 %  | 20,5 %  | 1,8 %  | 52,1 %  | 46,2 %  | 5,9 %  | [ 167 ]         |  |  |
| 12-16 maj 2025               | 6,9 %  | 34,7 %  | 6,4 %  | 5,7 %  | 2,0 %  | 17,9 %  | 4,3 %  | 19,6 %  | 2,5 %  | 53,7 %  | 43,8 %  | 9,9 %  | [ 168 ]         |  |  |
| 10–22 april 2025             | 7,6 %  | 33,6 %  | 6,6 %  | 4,8 %  | 2,4 %  | 20,3 %  | 3,9 %  | 18,3 %  | 2,5 %  | 52,6 %  | 44,9 %  | 7,7 %  | [ 169 ]         |  |  |
| 13–24 mars 2025              | 7,5 %  | 33,9 %  | 6,3%   | 4,2 %  | 2,7 %  | 18,8 %  | 4,6 %  | 19,7 %  | 2,3 %  | 51,9 %  | 45,8 %  | 6,1 %  | [ 170 ]         |  |  |
| 9–24 februari 2025           | 8,0 %  | 32,8 %  | 6,6 %  | 4,4 %  | 2,8 %  | 19,7 %  | 4,0 %  | 19,2 %  | 2,5 %  | 51,8 %  | 45,7 %  | 6,1 %  | [ 171 ]         |  |  |
| 10 januari–27 januari 2025   | 7,4 %  | 33,5 %  | 6,1 %  | 5,1 %  | 2,2 %  | 20,0 %  | 3,8 %  | 20,0 %  | 2,0 %  | 52,1 %  | 46,0 %  | 6,1 %  | [ 172 ]         |  |  |
| 23 november–9 december 2024  | 7,9 %  | 32,6 %  | 7,4 %  | 4,6 %  | 2,7 %  | 19,2 %  | 3,5 %  | 20,2 %  | 2,0 %  | 52,5 %  | 45,6 %  | 6,9 %  | [ 173 ]         |  |  |
| 26 oktober–11 november 2024  | 8,0 %  | 32,0 %  | 7,5 %  | 4,7 %  | 2,8 %  | 19,5 %  | 4,0 %  | 19,7 %  | 1,7 %  | 52,2 %  | 46,0 %  | 6,2 %  | [ 174 ]         |  |  |
| 22 september–8 oktober 2024  | 8,4 %  | 32,0 %  | 6,9 %  | 4,8 %  | 3,2 %  | 20,2 %  | 3,3 %  | 19,2 %  | 2,0 %  | 52,1 %  | 45,9 %  | 6,2 %  | [ 175 ]         |  |  |
| 24 augusti–9 september 2024  | 8,9 %  | 32,8 %  | 6,2 %  | 3,7 %  | 3,4 %  | 19,7 %  | 2,9 %  | 19,9 %  | 2,5 %  | 51,6 %  | 45,9 %  | 5,7 %  | [ 176 ]         |  |  |
| 6–18 augusti 2024            | 8,5 %  | 33,7 %  | 6,1 %  | 4,4 %  | 2,7 %  | 19,5 %  | 3,8 %  | 19,6 %  | 1,9 %  | 52,7 %  | 45,6 %  | 7,1 %  | [ 177 ]         |  |  |
| 1–15 juli 2024               | 9,4 %  | 31,5 %  | 6,8 %  | 4,5 %  | 3,1 %  | 19,1 %  | 3,1 %  | 20,3 %  | 2,2 %  | 52,2 %  | 45,6 %  | 6,6 %  | [ 177 ]         |  |  |
| 2–11 juni 2024               | 9,1 %  | 33,0 %  | 5,8 %  | 4,3 %  | 2,6 %  | 18,3 %  | 3,3 %  | 21,3 %  | 2,1 %  | 52,2 %  | 45,5 %  | 6,7 %  | [ 178 ]         |  |  |
| 20 april–14 maj 2024         | 7,9 %  | 35,1 %  | 5,0 %  | 4,2 %  | 2,3 %  | 19,3 %  | 3,6 %  | 21,0 %  | 1,7 %  | 52,2 %  | 46,2 %  | 6,0 %  | [ 179 ]         |  |  |
| 24 mars–8 april 2024         | 7,6 %  | 35,2 %  | 4,4 %  | 4,0 %  | 2,7 %  | 20,2 %  | 3,2 %  | 20,8 %  | 1,5 %  | 51,4 %  | 46,9 %  | 4,5 %  | [ 180 ]         |  |  |
| 22 februari–11 mars 2024     | 7,6 %  | 36,4 %  | 4,2 %  | 3,3 %  | 3,0 %  | 19,9 %  | 3,2 %  | 20,8 %  | 1,5 %  | 51,5 %  | 46,9 %  | 4,5 %  | [ 181 ]         |  |  |
| 27 januari–11 februari 2024  | 6,6 %  | 36,6 %  | 4,2 %  | 4,0 %  | 2,8 %  | 18,6 %  | 3,4 %  | 21,2 %  | 2,3 %  | 51,4 %  | 46,0 %  | 5,4 %  | [ 182 ]         |  |  |
| 22 december–8 januari 2024   | 7,1 %  | 37,7 %  | 4,2 %  | 3,7 %  | 2,1 %  | 18,3 %  | 3,5 %  | 21,9 %  | 1,5 %  | 52,7 %  | 45,8 %  | 6,9 %  | [ 183 ]         |  |  |
| 18 november–4 december 2023  | 7,4 %  | 36,6 %  | 3,9 %  | 4,0 %  | 2,8 %  | 17,2 %  | 3,7 %  | 22,9 %  | 1,5 %  | 51,9 %  | 46,6 %  | 5,3 %  | [ 184 ]         |  |  |
| 22 oktober–5 november 2023   | 7,3 %  | 36,2 %  | 3,7 %  | 4,7 %  | 2,3 %  | 18,9 %  | 3,2 %  | 21,6 %  | 2,1 %  | 51,9 %  | 46,0 %  | 5,9 %  | [ 185 ]         |  |  |
| 23 september–7 oktober 2023  | 7,2 %  | 36,5 %  | 3,8 %  | 4,5 %  | 2,4 %  | 19,5 %  | 4,0 %  | 19,6 %  | 2,5 %  | 52,0 %  | 45,5 %  | 6,5 %  | [ 186 ]         |  |  |
| 21 augusti–5 september 2023  | 7,2 %  | 36,9 %  | 3,1 %  | 4,3 %  | 2,6 %  | 20,9 %  | 3,7 %  | 19,0 %  | 2,3 %  | 51,5 %  | 46,2 %  | 5,3 %  | [ 187 ]         |  |  |
| 15 juli–2 augusti 2023       | 7,7 %  | 34,5 %  | 2,6 %  | 5,0 %  | 3,2 %  | 20,7 %  | 4,4 %  | 19,6 %  | 2,3 %  | 49,8 %  | 47,9 %  | 1,9 %  | [ 188 ]         |  |  |
| 13–25 juni 2023              | 8,7 %  | 34,1 %  | 2,8 %  | 4,7 %  | 3,0 %  | 21,5 %  | 4,1 %  | 19,1 %  | 2,1 %  | 50,3 %  | 47,7 %  | 2,6 %  | [ 189 ]         |  |  |
| 25 maj–7 juni 2023           | 8,1 %  | 34,5 %  | 3,3 %  | 4,9 %  | 3,2 %  | 21,2 %  | 4,0 %  | 18,9 %  | 1,9 %  | 50,8 %  | 47,3 %  | 3,5 %  | [ 190 ]         |  |  |
| 14–24 april 2023             | 8,0 %  | 35,3 %  | 3,1 %  | 4,9 %  | 3,3 %  | 20,6 %  | 4,0 %  | 18,9 %  | 1,9 %  | 51,3 %  | 46,8 %  | 4,5 %  | [ 191 ]         |  |  |
| 24 mars–3 april 2023         | 7,9 %  | 35,3 %  | 2,9 %  | 4,7 %  | 3,5 %  | 21,8 %  | 3,9 %  | 18,6 %  | 1,4 %  | 50,8 %  | 47,8 %  | 3,0 %  | [ 192 ]         |  |  |
| 24 februari–6 mars 2023      | 8,2 %  | 34,3 %  | 2,8 %  | 4,4 %  | 3,5 %  | 21,7 %  | 4,4 %  | 19,0 %  | 1,7 %  | 49,7 %  | 48,6 %  | 1,1 %  | [ 193 ]         |  |  |
| 27 januari–6 februari 2023   | 7,9 %  | 34,0 %  | 3,2 %  | 5,5 %  | 3,1 %  | 21,1 %  | 4,0 %  | 18,6 %  | 2,5 %  | 50,6 %  | 46,8 %  | 3,8 %  | [ 194 ]         |  |  |
| 31 december–9 januari 2023   | 8,8 %  | 32,7 %  | 2,4 %  | 6,0 %  | 3,4 %  | 20,8 %  | 4,2 %  | 19,8 %  | 1,9 %  | 49,9 %  | 48,2 %  | 1,7 %  | [ 195 ]         |  |  |
| 28 november–6 december 2022  | 8,9 %  | 33,3 %  | 3,5 %  | 6,1 %  | 4,2 %  | 20,5 %  | 4,8 %  | 17,6 %  | 1,2 %  | 51,8 %  | 47,1 %  | 4,7 %  | [ 196 ]         |  |  |
| 23 oktober–1 november 2022   | 8,8 %  | 31,2 %  | 3,2 %  | 6,0 %  | 4,0 %  | 21,3 %  | 4,6 %  | 19,6 %  | 1,3 %  | 49,2 %  | 49,5 %  | 0,3 %  | [ 197 ] [ 198 ] |  |  |
| 26 september–4 oktober 2022  | 8,1 %  | 31,6 %  | 3,8 %  | 5,8 %  | 4,7 %  | 20,8 %  | 4,7 %  | 19,3 %  | 1,2 %  | 49,3 %  | 49,5 %  | 0,2 %  | [ 199 ] [ 166 ] |  |  |
|                              |        |         |        |        |        |         |        |         |        |         |         |        |                 |  |  |
| Valet 2022 11 september 2022 | 6,75 % | 30,33 % | 5,08 % | 6,71 % | 4,61 % | 19,10 % | 5,34 % | 20,54 % | 1,54 % | 48,87 % | 49,58 % | 0,71 % | [ 7 ]           |  |  |

### SCB
Vilket parti skulle du rösta på om det var riksdagsval någon av de närmaste dagarna?
Svaren samlades in genom telefonintervjuer (både mobila och fasta telefoner) och via webbenkät. Omkring 9 000 medverkande.
|                              |        |         |        |        |        |         |        |         |        |         |         |        |         |  |  |
| 29 april–28 maj 2025         | 7,1 %  | 36,2 %  | 6,5 %  | 5,5 %  | 2,8 %  | 18,3 %  | 3,4 %  | 18,0 %  | 2,3 %  | 55,3 %  | 42,5 %  | 12,8 % | [ 201 ] |  |  |
| 2–30 maj 2024                | 8,2 %  | 35,0 %  | 5,2 %  | 4,5 %  | 3,2 %  | 19,8 %  | 2,8 %  | 19,5 %  | 1,8 %  | 52,9 %  | 45,3 %  | 7,6 %  | [ 202 ] |  |  |
| 27 april–24 maj 2023         | 7,3 %  | 38,6 %  | 4,1 %  | 4,2 %  | 3,4 %  | 19,1 %  | 3,7 %  | 18,0 %  | 1,7 %  | 54,2 %  | 44,2 %  | 10,0 % | [ 203 ] |  |  |
| 27 oktober–24 november 2022  | 7,6 %  | 34,6 %  | 4,4 %  | 5,4 %  | 4,1 %  | 18,9 %  | 4,9 %  | 18,2 %  | 1,9 %  | 52,0 %  | 46,1 %  | 5,9 %  | [ 200 ] |  |  |
|                              |        |         |        |        |        |         |        |         |        |         |         |        |         |  |  |
| Valet 2022 11 september 2022 | 6,75 % | 30,33 % | 5,08 % | 6,71 % | 4,61 % | 19,10 % | 5,34 % | 20,54 % | 1,54 % | 48,87 % | 49,58 % | 0,71 % | [ 7 ]   |  |  |

| Mandatfördelning i Sveriges riksdag utifrån SCB:s partisympatiundersökning november 2022. |                                                            |                                                            |                                                            |
| november 2022 V :27 S :123 MP :16 C :19 SD :65 L :15 M :67 KD :17                         | maj 2023 V :28 S :147 MP :16 SD :69 L :0 C :16 M :73 KD :0 | maj 2024 V :31 S :132 MP :20 SD :74 L :0 C :17 M :75 KD :0 | maj 2025 V :27 S :138 MP :25 SD :68 L :0 C :21 M :70 KD :0 |

### Sentio
Använder webbpanel med deltagare som självrekryterats. Metodiken anses vara bristfällig av valforskningsprogrammet hos Göteborgs universitet (Mätningarnas mätning) och de inkluderar därför inte Sentio i sina sammanvägningar.
Vanligen drygt 1 000 medverkande, vilket är en låg siffra jämfört med andra institut.
|                              |        |         |        |        |        |         |        |         |        |         |         |        |         |  |  |
| juni 2025                    | 8,4 %  | 34,72 % | 5,28 % | 4,46 % | 2,71 % | 16,67 % | 4,03 % | 22,18 % | 1,56 % | 52,86 % | 45,59 % | 7,27 % | [ 204 ] |  |  |
| 15–20 maj 2025               | 7,9 %  | 34,5 %  | 5,6 %  | 4,2 %  | 2,19 % | 16,5 %  | 4,2 %  | 23,0 %  | 1,9 %  | 52,2 %  | 45,9 %  | 6,3 %  | [ 205 ] |  |  |
| 17–23 april 2025             | 8,6 %  | 35,7 %  | 5,6 %  | 3,5 %  | 2,7 %  | 17,1 %  | 3,2 %  | 21,4 %  | 2,1 %  | 53,4 %  | 44,4 %  | 9,0 %  | [ 206 ] |  |  |
| 21–25 mars 2025              | 8,5 %  | 33,3 %  | 5,1 %  | 4,3 %  | 3,8 %  | 15,2 %  | 4,8 %  | 23,1 %  | 1,8 %  | 51,7 %  | 47,0 %  | 4,7 %  | [ 207 ] |  |  |
| 20–24 februari 2025          | 8,3 %  | 31,3 %  | 5,5 %  | 4,7 %  | 3,3 %  | 17,6 %  | 4,3 %  | 24,0 %  | 1,1 %  | 49,8 %  | 49,2 %  | 0,6 %  | [ 208 ] |  |  |
| 23–27 januari 2025           | 8,1 %  | 31,7 %  | 5,5 %  | 3,9 %  | 3,89 % | 18,1 %  | 4,2 %  | 23,3 %  | 1,4 %  | 49,2 %  | 49,49 % | 0,29 % | [ 209 ] |  |  |
| 12-17 december 2024          | 7,8 %  | 31,3 %  | 6,0 %  | 4,9 %  | 2,75 % | 17,5 %  | 5,2 %  | 22,7 %  | 1,8 %  | 50,2 %  | 48,2 %  | 2,0 %  | [ 210 ] |  |  |
| 14–20 november 2024          | 8,8 %  | 31,5 %  | 6,5 %  | 3,6 %  | 4,3 %  | 18,7 %  | 3,9 %  | 21,1 %  | 1,6 %  | 50,4 %  | 48,0 %  | 2,4 %  | >       |  |  |
| 5-9 oktober 2024             | 8,4 %  | 29,9 %  | 7,0 %  | 4,5 %  | 2,9 %  | 17,7 %  | 5,1 %  | 22,6 %  | 1,9 %  | 49,8 %  | 48,3 %  | 1,5 %  | [ 3 ]   |  |  |
| September 2024               | 8,1 %  | 32,1 %  | 5,4 %  | 5,0 %  | 3,8 %  | 17,3 %  | 4,9 %  | 21,6 %  | 1,8 %  | 50,6 %  | 47,6 %  | 3,0 %  | [ 211 ] |  |  |
| juli 2024                    | 9,2 %  | 31,3 %  | 7,1 %  | 4,8 %  | 3,6 %  | 18,5 %  | 3,7 %  | 20,8 %  | 1,1 %  | 52,4 %  | 46,6 %  | 5,8 %  | [ 212 ] |  |  |
| juni 2024                    | 8,7 %  | 30,9 %  | 5,8 %  | 4,8 %  | 3,0 %  | 17,2 %  | 5,4 %  | 22,2 %  | 2,0 %  | 50,2 %  | 47,8 %  | 2,4 %  | [ 212 ] |  |  |
| 19 mars 2024                 | 8,9 %  | 34,2 %  | 4,7 %  | 4,9 %  | 4,5 %  | 15,7 %  | 3,5 %  | 21,5 %  | 2,1 %  | 52,7 %  | 45,2 %  | 7,5 %  | [ 213 ] |  |  |
| 15–18 februari 2024          | 8,7 %  | 34,1 %  | 5,5%   | 4,0 %  | 3,2 %  | 18,2 %  | 4,6 %  | 20,4 %  | 1,0 %  | 52,3 %  | 46,4 %  | 5,9 %  | [ 3 ]   |  |  |
| 22–26 januari 2024           | 8,5 %  | 32,4 %  | 4,5 %  | 4,4 %  | 3,8 %  | 17,7 %  | 5,1 %  | 22,4 %  | 1,2 %  | 49,8 %  | 49,0 %  | 0,8 %  | [ 3 ]   |  |  |
| 30 nov–4 dec 2023            | 7,2 %  | 34,9 %  | 5,1 %  | 4,2 %  | 3,2 %  | 16,0 %  | 3,1 %  | 24,2 %  | 2,1 %  | 51,4 %  | 46,5 %  | 4,9 %  | [ 3 ]   |  |  |
| 3–7 november 2023            | 8,9 %  | 36,0 %  | 3,9 %  | 3,4 %  | 2,5 %  | 17,2 %  | 4,3 %  | 22,3 %  | 1,5 %  | 52,2 %  | 46,3 %  | 5,9 %  | [ 3 ]   |  |  |
| 3–10 oktober 2023            | 7,6 %  | 33,1 %  | 4,5 %  | 4,6 %  | 4,9 %  | 18,0 %  | 2,9 %  | 22,3 %  | 2,1 %  | 49,8 %  | 48,1 %  | 1,7 %  | [ 3 ]   |  |  |
| 7–12 september 2023          | 8,6 %  | 37,2 %  | 4,2 %  | 3,8 %  | 2,8 %  | 17,3 %  | 4,1 %  | 20,8 %  | 1,2 %  | 53,8 %  | 45,0 %  | 8,8 %  | [ 3 ]   |  |  |
| 10–15 augusti 2023           | 9,9 %  | 37,8 %  | 5,1 %  | 4,4 %  | 2,0 %  | 17,7 %  | 3,4 %  | 18,1 %  | 1,6 %  | 57,2 %  | 41,2 %  | 16,0 % | [ 3 ]   |  |  |
| 3–7 juli 2023                | 8,4 %  | 35,7 %  | 3,9 %  | 4,3 %  | 3,0 %  | 18,5 %  | 3,3 %  | 21,0 %  | 1,9 %  | 52,3 %  | 45,8 %  | 6,5 %  | [ 3 ]   |  |  |
| 15–19 juni 2023              | 8,2 %  | 36,6 %  | 2,9 %  | 5,0 %  | 3,4 %  | 17,7 %  | 3,6 %  | 21,0 %  | 1,6 %  | 52,7 %  | 45,7 %  | 7,0 %  | [ 3 ]   |  |  |
| 9–15 mars 2023               | 7,9 %  | 35,7 %  | 5,0 %  | 4,0 %  | 3,7 %  | 18,8 %  | 5,0 %  | 18,8 %  | 1,0 %  | 52,6 %  | 46,3 %  | 6,3 %  | [ 214 ] |  |  |
| 9–15 februari 2023           | 8,4 %  | 34,1 %  | 5,8 %  | 3,7 %  | 3,6 %  | 17,9 %  | 4,9 %  | 20,4 %  | 1,2 %  | 52,0 %  | 46,8 %  | 5,2 %  | [ 215 ] |  |  |
| 1–7 december 2022            | 6,8 %  | 33,6 %  | 5,2 %  | 4,2 %  | 5,0 %  | 17,7 %  | 4,9 %  | 21,6 %  | 0,8 %  | 50,0 %  | 49,2 %  | 0,8 %  | [ 216 ] |  |  |
| 3–7 november 2022            | 7,8 %  | 30,2 %  | 4,2 %  | 4,6 %  | 4,1 %  | 20,3 %  | 4,8 %  | 22,6 %  | 1,4 %  | 46,8 %  | 51,8 %  | 5,0 %  | [ 217 ] |  |  |
| 6–8 oktober 2022             | 6,6 %  | 32,3 %  | 4,2 %  | 4,1 %  | 3,5 %  | 21,1 %  | 4,7 %  | 23,0 %  | 0,5 %  | 47,2 %  | 52,3 %  | 5,1 %  | [ 218 ] |  |  |
|                              |        |         |        |        |        |         |        |         |        |         |         |        |         |  |  |
| Valet 2022 11 september 2022 | 6,75 % | 30,33 % | 5,08 % | 6,71 % | 4,61 % | 19,10 % | 5,34 % | 20,54 % | 1,54 % | 48,87 % | 49,58 % | 0,71 % | [ 7 ]   |  |  |

### Skop
Bolaget gick i konkurs i januari 2025. och inga undersökningar därefter
Vilket politiskt parti tycker du bäst om i rikspolitiken?
Insamling genom urval av en webbpanel. Vanligen omkring 1 000 medverkande.
| Period                           | Riksdagspartier | Riksdagspartier | Riksdagspartier | Riksdagspartier | Riksdagspartier | Riksdagspartier | Riksdagspartier | Riksdagspartier | Andra  | V, S, MP, C | L, M, KD, SD | Diff   | Källa   |        |       |         |
| Period                           | V               | S               | MP              | C               | L               | M               | KD              | SD              | Andra  | V, S, MP, C | L, M, KD, SD | Diff   | Källa   |        |       |         |
| -------------------------------- | --------------- | --------------- | --------------- | --------------- | --------------- | --------------- | --------------- | --------------- | ------ | ----------- | ------------ | ------ | ------- | ------ | ----- | ------- |
| Period                           |                 |                 |                 |                 |                 |                 |                 |                 | Andra  | V, S, MP, C | L, M, KD, SD | Diff   | Källa   |        |       |         |
| Period                           | 4–6 juni 2024   | 9,8 %           | 30,0 %          | 4,8 %           | 4,7 %           | 4,3 %           | 19,9 %          | 5,5 %           | 18,4 % | 2,6 %       | 49,3 %       | Diff   | Källa   | 48,1 % | 0,8 % | [ 220 ] |
| 21 december 2023–22 januari 2024 | 7,2 %           | 33,4 %          | 4,2 %           | 4,4 %           | 5,0 %           | 18,6 %          | 3,0 %           | 23,3 %          | 0,9 %  | 49,2 %      | 49,9 %       | 0,7 %  | [ 219 ] |        |       |         |
| 9–22 oktober 2023                | 7,0 %           | 35,2 %          | 4,4 %           | 5,0 %           | 3,7 %           | 19,7 %          | 3,2 %           | 20,6 %          | 1,4 %  | 51,6 %      | 47,2 %       | 4,4 %  | [ 221 ] |        |       |         |
|                                  |                 |                 |                 |                 |                 |                 |                 |                 |        |             |              |        |         |        |       |         |
| Valet 2022 11 september 2022     | 6,75 %          | 30,33 %         | 5,08 %          | 6,71 %          | 4,61 %          | 19,10 %         | 5,34 %          | 20,54 %         | 1,54 % | 48,87 %     | 49,58 %      | 0,71 % | [ 7 ]   |        |       |         |